# Holectypoida
A Holectypoida rend a Gnathostomata öregrendbe tartozik. Ebbe a rendbe már csak 2 élő tengerisünnem tartozik.
Két alrend, és három család tartozik a rendbe:
- Holectypina (Duncan, 1889)
  - Holectypidae (Lambert, 1900)
- Pygasterina (Durham & Melville, 1957)
  - Pygasteridae (Lambert, 1900)
  - Anorthopygidae (Wagner & Durham, 1966)